# Амбрі (Швейцарія)
Амбрі (італ. Ambrì; нім. Ambrì; фр. Ambrì;) — село в Швейцарії. Знаходиться в муніципалітеті Тічино.

## Географія
Село Амбрі розташоване в долині Левентіна, на південно-західному березі річки Тічино і нижче Лепонтинських Альп, поруч з сусіднім селом Піотта. Інші села, що знаходяться поруч з Амбрі це Роді та Фіессо. Найближче місто Беллінцона знаходиться в 50 кілометрах.

## Історія
Перша письмова згадка датується 1227 роком. У 1900 тут нараховувалось 46 будинків та 256 жителів. 

## Транспорт
До 1994 в селі знаходився військовий аеродром, після закриття якого він був переданий цивільним. Аеродром приймає різноманітні спортивні змагання і навіть пару пасажирських рейсів.
Залізнична станція села розташована на ділянці трансальпійської залізниці Готтардбан.

## Спорт
Тут базується відома хокейна команда Амбрі-Піотта, яка виступає в Національній лізі А. Місцева ковзанка команду до 2019 буде змінена на більш сучасну споруду.
Амбрі має популярність серед піших туристів.

## Клімат
| Клімат Амбрі/Піотта     | Клімат Амбрі/Піотта | Клімат Амбрі/Піотта | Клімат Амбрі/Піотта | Клімат Амбрі/Піотта | Клімат Амбрі/Піотта | Клімат Амбрі/Піотта | Клімат Амбрі/Піотта | Клімат Амбрі/Піотта | Клімат Амбрі/Піотта | Клімат Амбрі/Піотта | Клімат Амбрі/Піотта | Клімат Амбрі/Піотта | Клімат Амбрі/Піотта |
| Показник                | Січ.                | Лют.                | Бер.                | Квіт.               | Трав.               | Черв.               | Лип.                | Серп.               | Вер.                | Жовт.               | Лист.               | Груд.               | Рік                 |
| Середній максимум, °C   | 1,9                 | 3,7                 | 6,9                 | 10,3                | 15,3                | 19,5                | 22,2                | 21,1                | 17,9                | 13                  | 5,8                 | 2,5                 | 11,7                |
| Середня температура, °C | −1,5                | −0,3                | 2,6                 | 6,1                 | 10,3                | 14                  | 16,6                | 15,5                | 12,5                | 8                   | 2,6                 | −0,4                | 7,2                 |
| Середній мінімум, °C    | −4,8                | −3,8                | −1,2                | 2,1                 | 6                   | 9,1                 | 11,4                | 11                  | 8,5                 | 4,4                 | −0,6                | −3,6                | 3,2                 |
| Норма опадів, мм        | 76                  | 83                  | 96                  | 132                 | 161                 | 121                 | 114                 | 141                 | 139                 | 146                 | 133                 | 70                  | 1413                |
| Днів з опадами          | 7,9                 | 7,7                 | 9,1                 | 10                  | 12,6                | 11                  | 9,8                 | 10,6                | 7,9                 | 8,4                 | 9,1                 | 8,2                 | 112,3               |
| ----------------------- | ------------------- | ------------------- | ------------------- | ------------------- | ------------------- | ------------------- | ------------------- | ------------------- | ------------------- | ------------------- | ------------------- | ------------------- | ------------------- |
| Джерело: MeteoSchweiz   |                     |                     |                     |                     |                     |                     |                     |                     |                     |                     |                     |                     |                     |